# جغد رودریگوئس
جغد رودریگوئس (نام علمی: Mascarenotus murivorus) نام یک گونه منقرض‌شده از تیره جغدان راستین است.